# Шушарин, Михаил Иосифович

Курганская областная писательская организация: верхний ряд: М.С. Керченко, В.М. Спичкин (Огнев), В.Ф. Потанин, М.И. Шушарин, А.М. Пляхин; нижний ряд: И.П. Яган, Р.И. Бутакова, Л.Х. Андреева, Я.Т. Вохменцев, 1975 год.

Михаил Иосифович Шушарин (27 декабря 1924, Могильное, Уральская область — 9 марта 1996, Курган) — русский советский писатель, публицист, журналист. Участник Великой Отечественной войны.

## Биография
Михаил Иосифович Шушарин родился 27 декабря 1924 года в селе Могильном Могилевского сельсовета Мокроусовского района Курганского округа Уральской области, ныне село Рассвет входит в Мокроусовский муниципальный округ Курганской области. Русский.
В 1942 году окончил Мокроусовскую среднюю школу и сразу ушёл на фронт. В 1943 году был легко ранен на 4-м Украинском фронте. Служил в 20-й гвардейской воздушно-десантной бригаде. В конце июня 1944 года в боях за освобождение Карелии (город Олонец) помощник командира взвода 302-го гвардейского стрелкового полка 18-го отдельного корпуса сержант Шушарин был тяжело ранен.
С 1944 года член ВКП(б), в 1952 году партия переименована в КПСС.
После лечения в госпитале в июле 1944 года вернулся на родину и стал работать учителем литературы в семилетней школе, секретарем Мокроусовского райкома ВЛКСМ.
В 1949 году окончил литературный факультет Шадринского учительского института.
В 1953 году был назначен редактором Лебяжьевской районной газеты «Колхозное знамя» (с 1962 года «Вперёд»).
Много лет был сотрудником районных и областной газеты «Советское Зауралье», редактором Курганского отделения Южно-Уральского книжного издательства, уполномоченным бюро пропаганды художественной литературы при Челябинской областной писательской организации (по Курганской области).
В 1981 году Шушарин принят в Союз писателей СССР, состоял на учёте в Курганской областной писательской организации. После распада СССР — член Союза писателей России.
Михаил Иосифович Шушарин скончался 9 марта 1996 года. Похоронен на Новом Рябковском кладбище города Кургана Курганской области.

## Творчество
В 1939 году в молодёжной газете «Ленинские искры» было напечатано стихотворение «Лосенок», но первые публикации прозаических произведений относятся к 1949 году.
В 1967 году В Челябинске вышла первая книга «Родники».
Очерки и рассказы М. И. Шушарина знакомят с жизнью и бытом Зауралья, вводят в сложный мир человеческих взаимоотношений.
Наиболее известные произведения: «Фотькина любовь», «Солдаты и пахари», «Роза ветров», «Десантники».
После смерти Михаила Иосифовича документы его служебной и общественной деятельности, творческие материалы, переписка, фотографии, рецензии литераторов и читателей на его произведения были переданы в Государственный архив общественно-политической документации Курганской области дочерью писателя и составили личный фонд Шушарина.

## Награды и звания
- Орден Отечественной войны II степени, 6 апреля 1985[7][8]
- Медаль «За боевые заслуги», 6 ноября 1947[9]
- Юбилейная медаль «За доблестный труд. В ознаменование 100-летия со дня рождения Владимира Ильича Ленина»
- Медаль за оборону одного из советских городов
- Медаль «За победу над Германией в Великой Отечественной войне 1941—1945 гг.»
- Юбилейная медаль «Двадцать лет Победы в Великой Отечественной войне 1941—1945 гг.»
- Юбилейная медаль «Тридцать лет Победы в Великой Отечественной войне 1941—1945 гг.»
- Юбилейная медаль «Сорок лет Победы в Великой Отечественной войне 1941—1945 гг.»
- Юбилейная медаль «50 лет Победы в Великой Отечественной войне 1941—1945 гг.»
- Медаль «За освоение целинных земель»
- Юбилейная медаль «60 лет Вооружённых Сил СССР»
- В 1994 году получил поощрительную областную премию в сфере литературы и искусства[10].
- Подъесаул Курганского округа Оренбургского казачьего войска, член совета старейшин[11]

## Память
- В селе Рассвет Мокроусовского района проводится Районный турнир по волейболу на Кубок памяти М. И. Шушарина[12][13].

## Сочинения
Публиковался в журналах «Урал», «Уральский следопыт», а также в серии «Рассказ-78», в издательстве «Современник».
Книги:
- Шушарин М.И. Родники. Повесть.. — Челябинск: Южно-Уральское книжное издательство, 1967. — 133 с. — 15 000 экз.[15]
- Шушарин М.И. Василий Дубенко. — Челябинск: Южно-Уральское книжное издательство, 1968. — 35 с. — 3000 экз.[16]
- Сульдин К.Н., Шушарин М.И. Мой город. Путеводитель по Кургану. — Челябинск: Южно-Уральское книжное издательство, 1969. — 97 с. — 15 000 экз.[17]
- Шушарин М.И. Александр Юдин. Биогр. очерк. — Челябинск: Южно-Уральское книжное издательство, 1971. — 103 с. — 10 000 экз.[18]
- Шушарин М.И. Здравствуй, Курган!. — Челябинск: Южно-Уральское книжное издательство, 1973. — 99 с. — 50 000 экз.[19]
- Шушарин М.И. Огни на берегах Миасса. — Курган, 1974. — 35 с. — 2000 экз.[20][21]
- Шушарин М.И. Фотькина любовь: Повести и рассказы. — Челябинск: Южно-Уральское книжное издательство, 1980. — 158 с. — 15 000 экз.[22]
- Шушарин М.И. Солдаты и пахари: Повести. — Челябинск: Южно-Уральское книжное издательство, 1983. — 253 с. — 15 000 экз.[23]
- Шушарин М.И. Приезжайте в Юргамыш: Рассказы о природе Зауралья. — М.: Малыш, 1989. — 30 с. — 150 000 экз. — ISBN 5-213-00335-4.[24]
- Шушарин М.И. Роза ветров: Повесть. — Челябинск: Южно-Уральское книжное издательство, 1988. — 317 с. — 15 000 экз. — ISBN 5-7688-0031-X.[25]
- Шушарин М.И. Десантники. — Курган: Предприятие «Парус-М», 1993. — 99 с. — 12 000 экз. — ISBN 5-86047-018-5.[26]
- Шушарин М.И. Капля долбит камень. — Курган: Периодика, 1993. — 30 с. — 1500 экз.[27]
- Роман «Казачья быль» (окончил Михаил Кустов)[28]
- Каменный пояс: Лит.-худож. и обществ.-полит. сб. / Шушарин М.И. (отв. ред.). — Челябинск: Южно-Уральское книжное издательство, 1987. — 231 с. — 5000 экз.[29]
- Бьётся в тесной печурке огонь: Повести, рассказы, очерки, стихи писателей-фронтовиков / Сост. и ред. Шушарин М.И.. — Курган: Периодика, 1994. — 90 с. — 1500 экз. — ISBN 5-8285-0060-7.[30]